# Цоцо Печевски
Цоцо Данчев Печевски е български офицер, подполковник.

## Биография
Роден на 12 юни 1898 г. в Ловеч. През 1920 г. завършва Военното училище в София. От 1944 г. служи в четиридесет и пети пехотен чегански полк и е командир на полка до 15 октомври 1944 г. На 15 октомври 1944 г. с министерска заповед № 157 е назначен за командир на четвърти пехотен плевенски полк. През 1945 г. служи в канцелария в Министерството на войната. Уволнен е през 1947 г. Награждаван е с орден „За храброст“, IV ст., 1 клас.

## Военни звания
- Подпоручик (4 октомври 1920)
- Поручик (27 ноември 1923)
- Капитан (31 октомври 1930)
- Майор (3 октомври 1938)
- Подполковник (3 октомври 1942)